# Споразумение Венизелос-Титони
Споразумението Венизелос-Титони или Титони-Венизелос е между министър-председателят на Гърция Елевтериос Венизелос и италианският външен министър Томазо Титони. То е тайно и подписано на 29 юли на 1919 в Севър, Франция по време на Парижката мирна конференция. 
По силата на уговореното, Италия се съгласява Гърция да анексира Северен Епир, района на Корча и Додеканезите (без Родос) в замяна на гръцка подкрепа за анексирането на Валона и налагането на италиански протекторат над цялата албанска територия, с предоставяне на свободен достъп с местостоянка за италиански кораби в пристанището на Смирна. Гърция също така се съгласява Италия да анексира бившия османски санджак Айдън до река Меандър в Мала Азия. 
Влизането в сила на споразумението обаче е обвързано с депозирането на ратификациите на Договора за мир с Турция на конференцията и в крайна сметка на 22 юли 1920 г. новият италиански министър на външните работи Карло Сфорца решава, че споразумението вече е неизгодно на Италия най-вече заради Албания и Италия на 25 август 1922 г. на основание член 7 от него го денонсира. 